# ザ・キング・アーサー外伝
『ザ・キング・アーサー外伝』（ザキングアーサーがいでん、King Arthur: Excalibur Rising）は、2017年のイギリスの冒険映画。監督はアントニー・スミス、出演はアダム・バイアードとサイモン・アームストロングなど。アーサー王伝説のその後を描いたアナザーストーリー。
日本では劇場未公開。2017年9月2日にアメイジングD.C.から日本語吹替版のDVD（ADX-1089S）が発売された。パッケージのキャッチコピーは「聖剣(エクスカリバー)を受け継ぐ者 英雄か暴君か—」。

## キャスト
※括弧内は日本語吹替。
- オワイン: アダム・バイアード（ドイツ語版）
- マーリン: サイモン・アームストロング（英語版）
- アーサー: ポール・アルバートソン（ドイツ語版）
- モルガナ: ニコラ・スチュアート＝ヒル（ドイツ語版）（和優希）
- モードレッド: ギャビン・スウィフト（ドイツ語版）
- ベディヴィア: デウィ・リース・ウィリアムズ（ドイツ語版）